# Kingston (Oklahoma)
Kingston és un poble dels Estats Units a l'estat d'Oklahoma. Segons el cens del 2000 tenia 1.390 habitants.

## Demografia
Segons el cens del 2000, Kingston tenia 1.390 habitants, 552 habitatges, i 381 famílies. La densitat de població era de 304,9 habitants per km².
Dels 552 habitatges en un 35% hi vivien nens de menys de 18 anys, en un 51,6% hi vivien parelles casades, en un 12,9% dones solteres, i en un 30,8% no eren unitats familiars. En el 27,7% dels habitatges hi vivien persones soles el 15,4% de les quals corresponia a persones de 65 anys o més que vivien soles. El nombre mitjà de persones vivint en cada habitatge era de 2,45 i el nombre mitjà de persones que vivien en cada família era de 2,94.
Per edats la població es repartia de la següent manera: un 27,3% tenia menys de 18 anys, un 7,4% entre 18 i 24, un 27% entre 25 i 44, un 21,7% de 45 a 60 i un 16,6% 65 anys o més.
L'edat mediana era de 36 anys. Per cada 100 dones de 18 o més anys hi havia 84,5 homes.
La renda mediana per habitatge era de 22.429 $ i la renda mediana per família de 30.259 $. Els homes tenien una renda mediana de 25.278 $ mentre que les dones 18.403 $. La renda per capita de la població era d'11.850 $. Entorn del 18,1% de les famílies i el 22,8% de la població estaven per davall del llindar de pobresa.

## Poblacions més properes
El següent diagrama mostra les poblacions més properes.